# Bergkastell Stellfeder

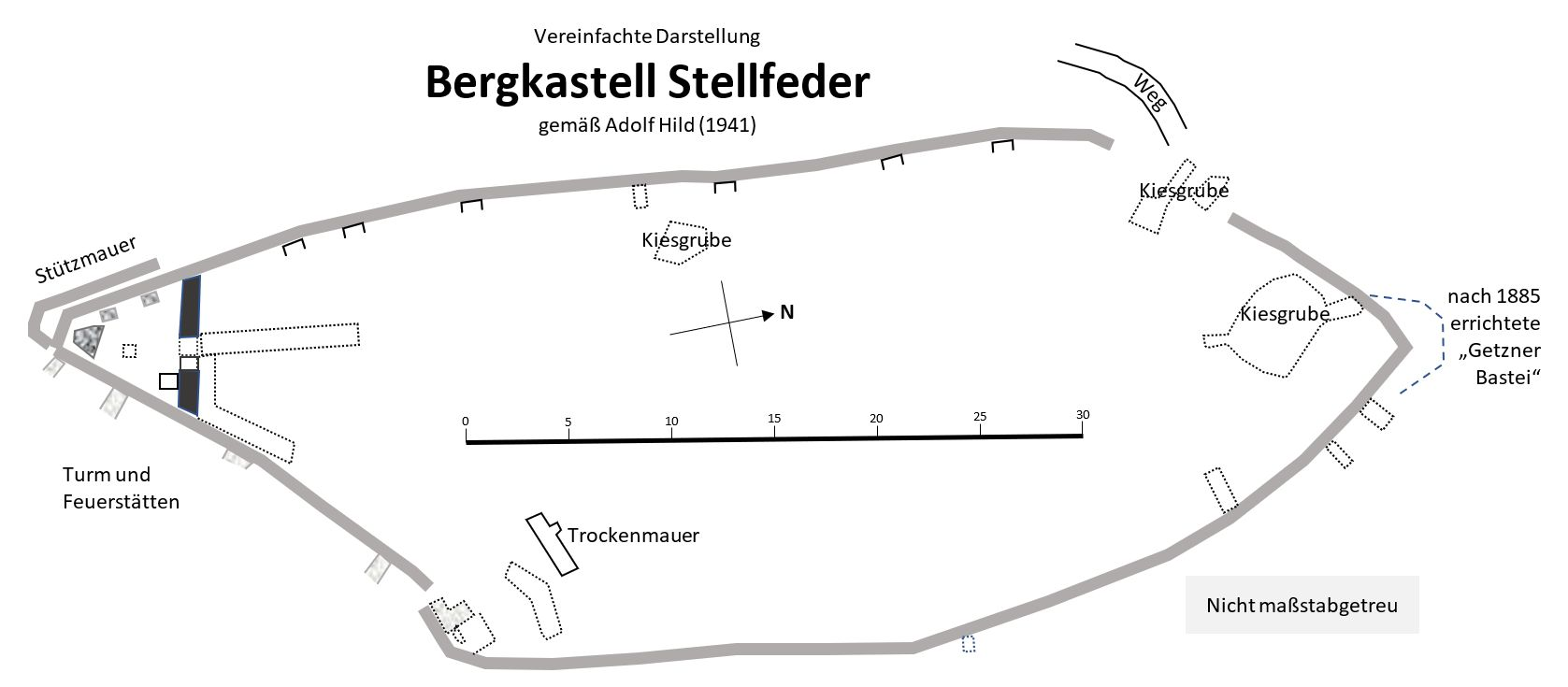
Nicht maßstabgetreue Skizze des Bergkastells

Das Bergkastell Stellfeder in der Parzelle Hochegg (Hohes Eck) steht auf einem heute bewaldeten Moränenhügel am Ausgang des Gamperdonatales in der Gemeinde Nenzing im Walgau in Vorarlberg unterhalb der Wegkapelle Stellveder. Die Anlage steht unter Denkmalschutz.

## Name
Nach Josef Zösmair soll sich der rätorom. Flurname Stellfeder bzw. Stellveder vom lat.: castellum vetusveterae im Sinne von alte Burg ableiten. Er sieht einen Namenszusammenhang mit der Befestigungsanlage Castelfeder im Südtirol.

## Geschichte
Entdeckt wurde die Befestigungsanlage 1885 von Josef Zösmair und seinen Begleitern auf dem Weg ins Gamperdonatal und Zösmaier brachte die noch vorhandenen Mauerreste mit den Rittern von Nenzing in Verbindung und ging davon aus, die Burg Nenzing vor sich zu haben. Eine Überlieferung in der Bevölkerung zu dieser Befestigungsanlage bestand zuvor nicht mehr. Ausgrabungen im  19. Jahrhundert brachten keine gesicherten Erkenntnisse.
Adolf Hild führte dann 1941 in seiner Funktion als Leiter des Vorarlberger Landesmuseums Ausgrabungen durch und kam zum Schluss, dass es sich um ein spätrömisches Kastell handeln würde.
Ob es sich beim Bergkastell Stellfeder tatsächlich um eine spätrömische Anlage handelt, ist bis heute jedoch nicht sicher geklärt.

## Ausdehnung und Ausstattung
Es sind vom Bergkastell Wall- und Grabenresten erhalten und die äußeren Mauerresten umschlossen ein Plateau in 740 m ü. A. in Form eines unregelmäßigen Parallelogramms mit einer Fläche von etwa 1700 m² (67,5 × 25 Meter). Der Zugang befand sich sehr wahrscheinlich an der Nordwestflanke, wo Mauern fehlen (alter Weg), sowie eine mögliche Schlupfpforte im Südosten. Ein Hinweis auf eine Toranlage im Nordwesten konnte durch archäologische Untersuchungen bislang nicht gefunden werden.
Es besteht, wie beim Diebsschlössle (Lorüns), eine gute Sichtverbindung zur urgeschichtlichen Siedlungsstätte Montikel bei Bludenz und zur Burgruine Heidenburg bei Göfis.
Bis auf den Südteil war der Innenbereich weitgehend unverbaut. An der Südspitze war die Esse eines Waffenschmiedes angebaut. Die heute verschollenen Funde der Ausgrabung aus dem Jahr 1941 sollen in das 4. und 5. Jahrhundert datieren.